# Wild Heerbrugg

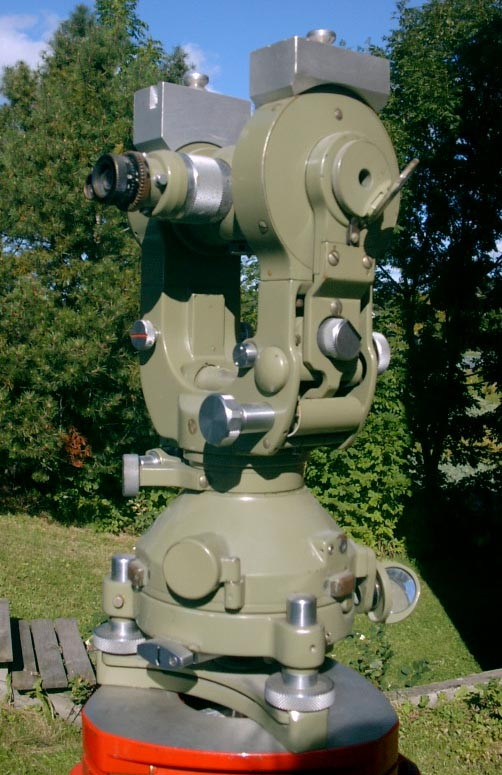
Théodolite Wild T2.

Wild Heerbrugg était une entreprise suisse de fabrication de matériel optique installée à Heerbrugg (Au) dans le canton de Saint-Gall. Fondée en 1921, elle fusionne avec la firme Leitz en 1986. Rachetée par Leica AG par la suite, elle fait aujourd'hui partie du groupe Hexagon, dont Leica Geosystems fait partie.

## Historique
En 1921 Heinrich Wild fonde la société Heinrich Wild, spécialisée dans la mécanique de précision et l'optique à Heerbrugg avec le soutien de l'industriel Jakob Schmidheiny et du géologue Robert Helbling,,.
La société aurait procédé à des exportations illégales de matériel de guerre vers l’Afrique du Sud dans les années nonante.

## Production
Wild Heerbrugg a produit plusieurs types d'instruments, notamment des instruments de géodésie, des appareils de photogrammétrie, des microscopes et bien d'autres instruments optiques tels que les coordinatographes et sets d'outils de dessin.

### Instruments de géodésie

#### Théodolites mécano-optiques
Wild était (et est encore) réputée pour ses théodolites de haute qualité mécanique et optique.
| Nom | Description                  | Précision | Nombre de millésimes       | Description |
| --- | ---------------------------- | --------- | -------------------------- | --- |
| T0  | Théodolite boussole          | 20"       | 2 (1932-1990)              | Théodolite à boussole interne, utilisé pour des mesures rapides de reconnaissance. |
| T1  | Théodolite à micromètre      | 5"        | 4 (1933-1996)              | C'est un théodolite de bonne précision très réputé, utilisé notamment pour les travaux de mensuration officielle (triangulation de IIIe à IVe ordre) ou des travaux de tunnels.                                           |
| T2  | Théodolite universel         | 1"        | 4 + SE (1921-1996)         | Premier modèle produit par Wild Heerbrugg en 1921. C'est un théodolite à seconde très apprécié dans de nombreux domaines nécessitant un bonne à haute précision, notamment dans les mesures industrielles.                |
| T3  | Théodolite de précision      | 0.5"      | 4 (1925-1988)              | Conçu pour les triangulations de Ie à IIe ordre, cet instrument, similaire de conception au T2 mais en plus précis, a vite trouvé sa place dans les domaines de mesures industrielles et d'ingénierie de haute précision. |
| T4  | Théodolite astronomique      | 0.1"      | 3 (1941-1981), 439 pièces  | Le plus gros théodolite de Wild Heerbrugg, utilisé pour les mesures astronomiques et les triangulations de premier ordre.                                                                                                 |
| T10 | Théodolite de chantier       | ?         | 1 (1948), 200 pièces       | Théodolite de chantier, très peu connu. |
| T12 | Théodolite de poche          | 120"      | 1 (1946-1953), 1000 pièces | Théodolite pesant à peine plus d'1 kg, ce qui fait de lui le plus petit théodolite de Wild Heerbrugg. |
| T16 | Théodolite à lecture directe | 60"       | 2 + SE (1956-1995)         | Théodolite à lecture simple, prévu pour les levés de détails en mensuration officielle. |
| RDS | Théodolite auto-réducteur    | 60"       | 3 (1950-1989)              | Théodolite similaire au T16 mais permettant une mesure de distance horizontale depuis une latte verticale graduée |
| RDH | Théodolite auto-réducteur    | 60"       | 1 (1950-1965)              | Théodolite similaire au T16 mais permettant une mesure de distance horizontale depuis une latter horizontale graduée. Système d'optique double.                                                                           |
| T05 | Théodolite compact           | ?         | 1 (1973-1988)              | Théodolite compact, servant a des relevés simples. |
| T06 | Théodolite de chantier       | ?         | 1 (1990)                   | Théodolite de chantier. |

#### Niveaux
Wild a aussi produit des niveaux, voici un tableau des instruments produits ;
| Nom                   | Description         | Précision [mm/km2] | Nombre de millésimes | Description (NK = graduation horizontale)                                                                            |
| --------------------- | ------------------- | ------------------ | -------------------- | --- |
| N0 (NK0)              | Petit niveau        |                    | 1 (1953-1960)        | Petit niveau de faible précision.                                                                                    |
| N01 (NK01)            | Niveau de chantier  |                    | 2 (1961-1981)        | Niveau de chantier.                                                                                                  |
| N05                   | Niveau de chantier  |                    | 1 (1974-1981)        | |
| N1 / N10 (NK1 / NK10) | Niveau de chantier  |                    |                      | |
| N2 / N21 (NK2 / NK21) |                     |                    | 3 (1923-1983)        | |
| NA0 (NAK0)            |                     |                    |                      | |
| NA1 (NAK1)            |                     |                    |                      | |
| NA2 (NAK2)            | Niveau de précision |                    |                      | Associé à un micromètre à face parallèle. Appareil équipé d'un stabilisateur à gel de la ligne de visée horizontale. |
| N3                    | Niveau de précision |                    |                      | Associé à un micromètre à face parallèle. Appareil équipé d'une vis de réglage de la ligne de visée horizontale.     |